# Esteban Guerrieri

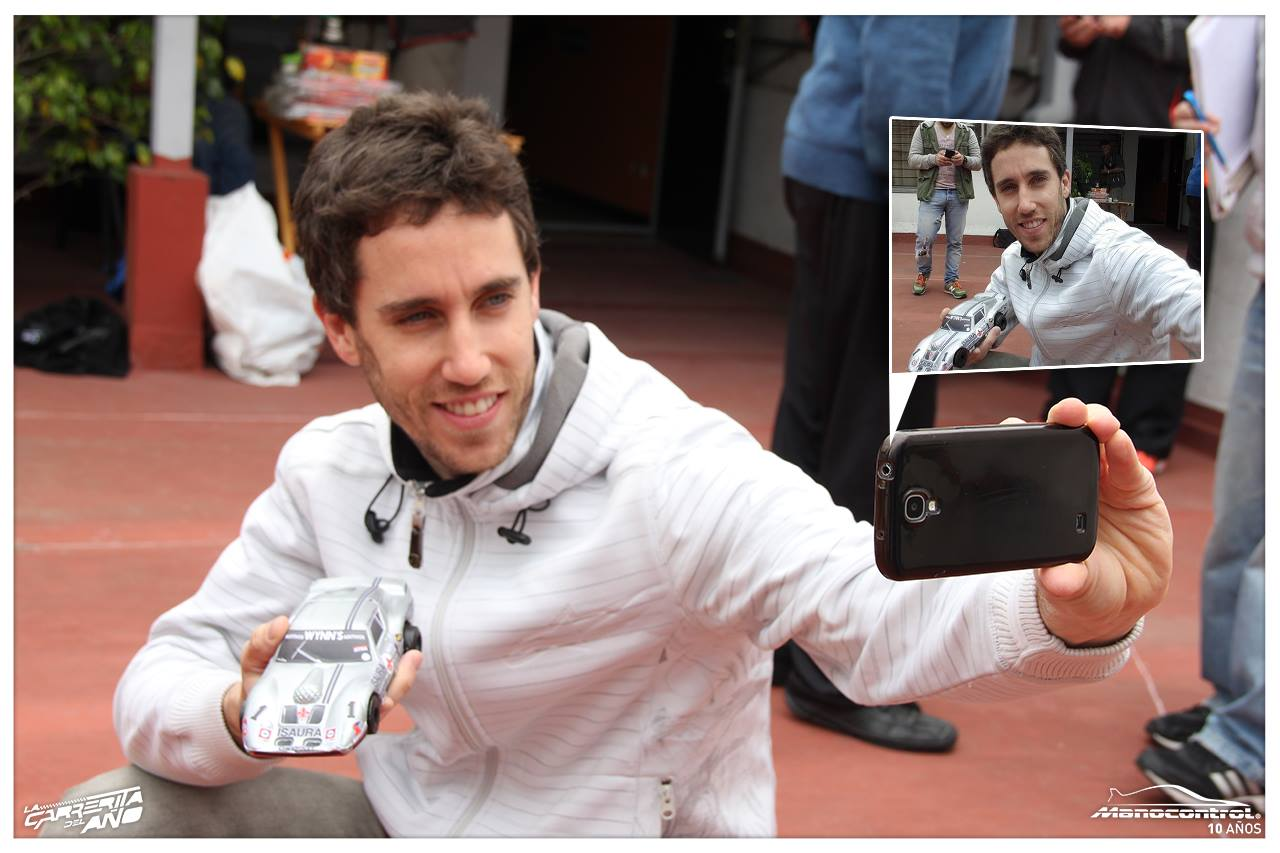
Esteban Guerrieri, 2017

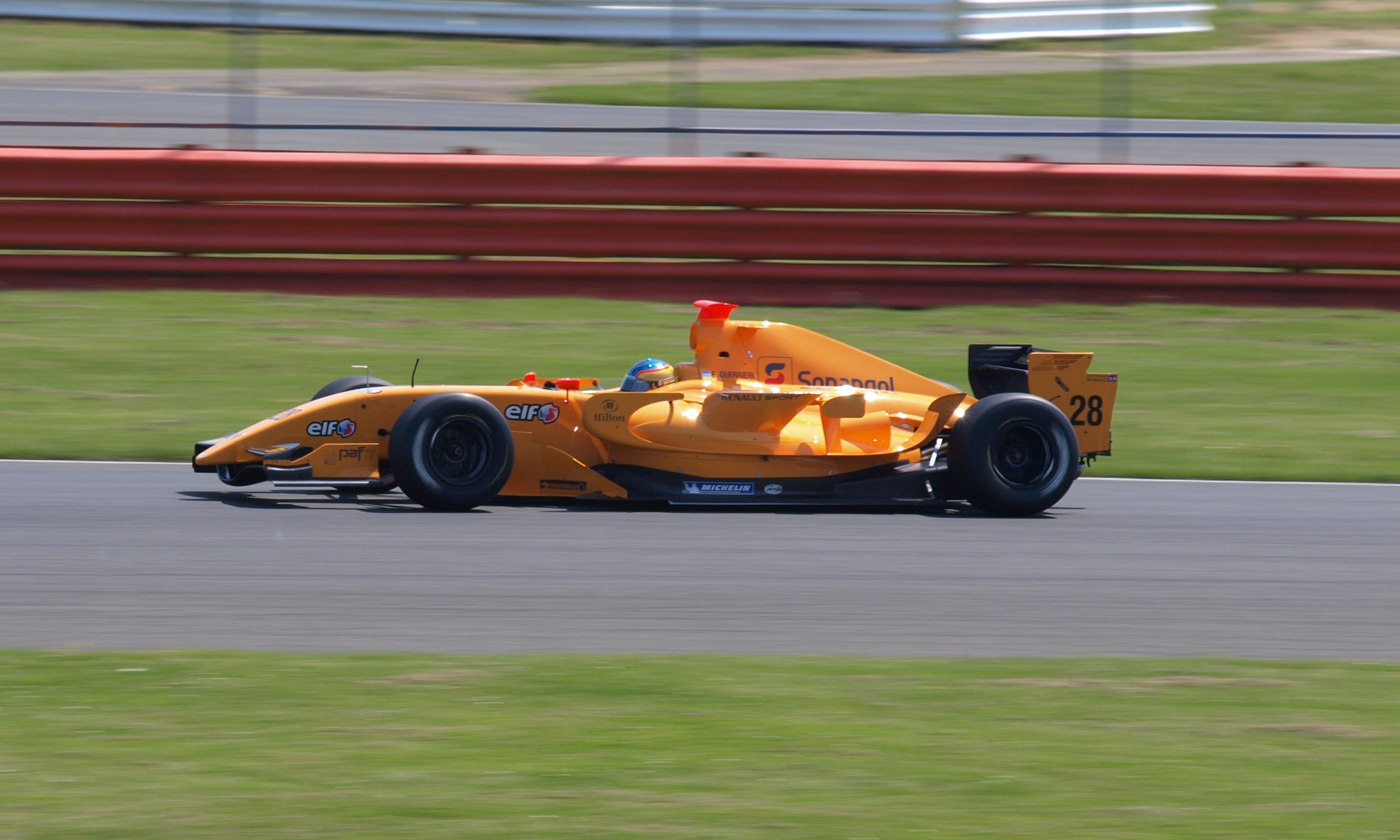
Guerrieri 2008 in der Formel Renault 3.5

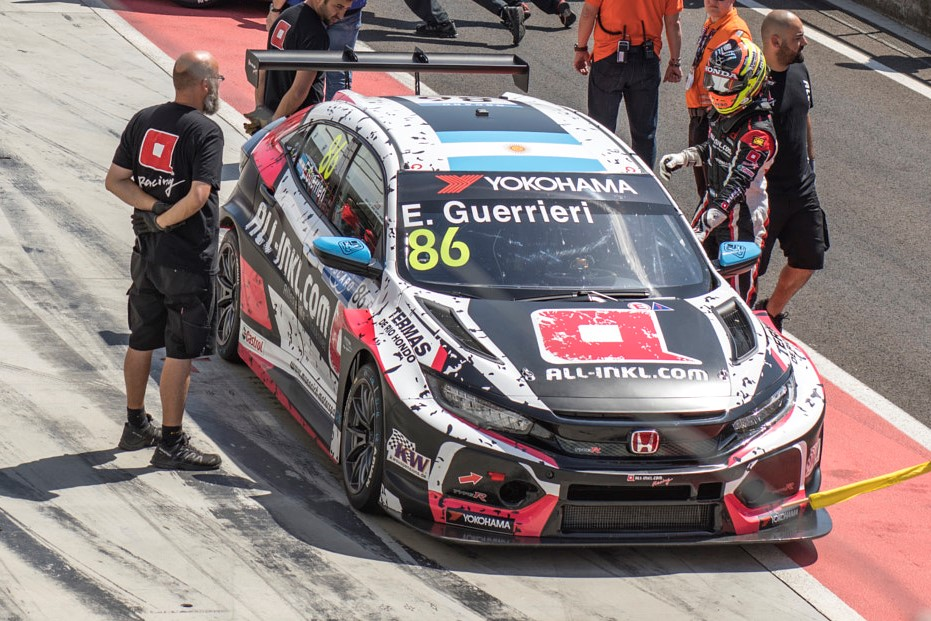
Esteban Guerrieri im World Touring Cup 2018

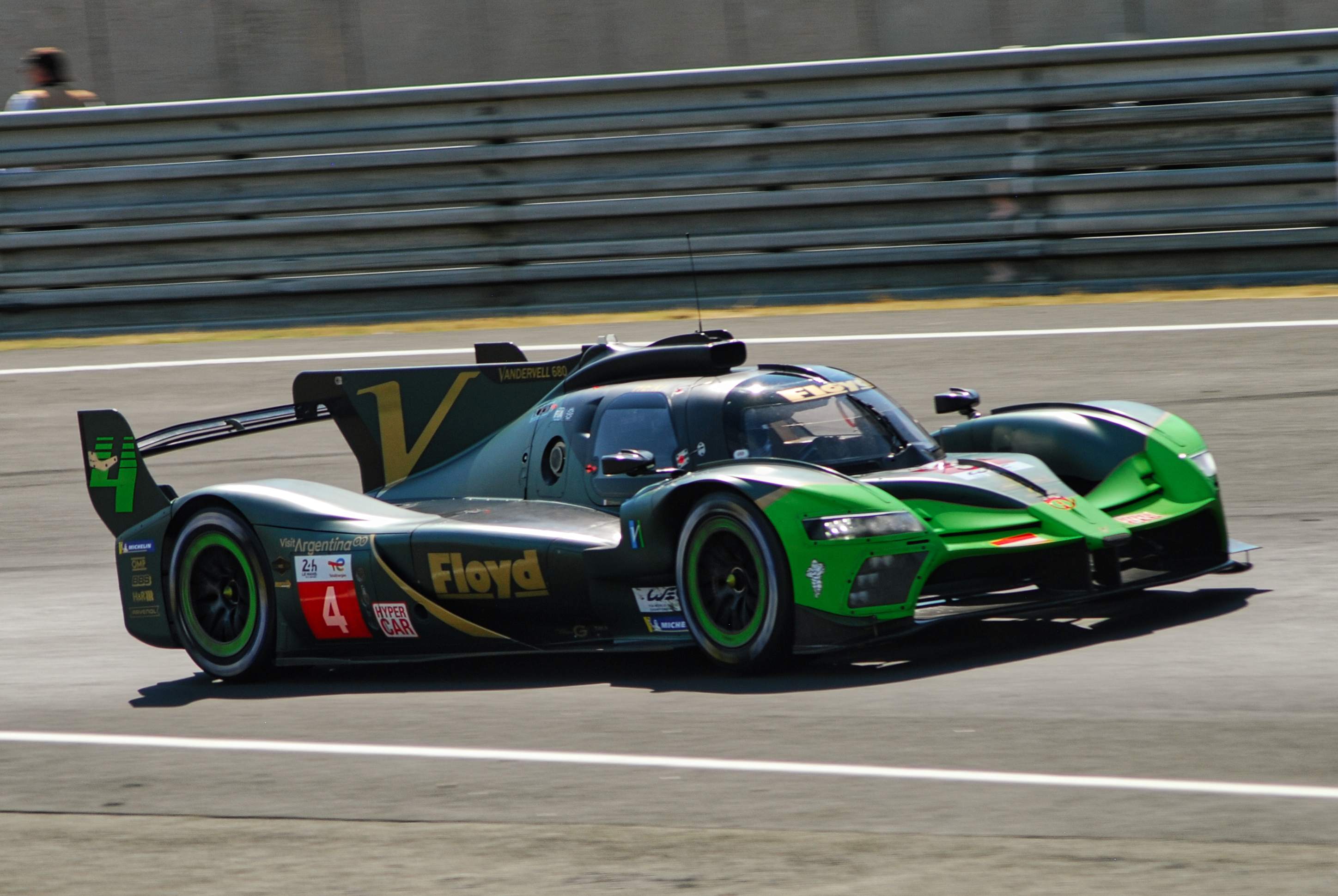
Der von Esteban Guerrieri beim 24-Stunden-Rennen von Le Mans 2023 gefahrene Vanwall Vandervell 680

Esteban Guerrieri (* 19. Januar 1985 in Buenos Aires) ist ein argentinischer Automobilrennfahrer. Er trat 2011 und 2012 in der Indy Lights an.

## Karriere
Nachdem Guerrieri von 1993 bis 1999 im Kartsport aktiv gewesen war, begann er 2000 seine Formelsport-Karriere und gewann auf Anhieb den Meistertitel der argentinischen Formel Renault. 2001 wechselte Guerrieri nach Europa und ging im Formel Renault 2.0 Eurocup, in dem er den zehnten Platz im Gesamtklassement belegte, an den Start. Ein Jahr später fuhr er in der deutschen Formel Renault und wurde Dritter in der Gesamtwertung. 2003 gewann Guerrieri den Meistertitel des Formel Renault 2.0 Eurocups und wurde Vizemeister in der italienischen Formel Renault.
Für 2004 bekam Guerrieri ein Cockpit bei BCN Competición in der internationalen Formel 3000. Auch wenn er mit seinem erfahrenen Teamkollegen Enrico Toccacelo nicht mithielt, fuhr er eine gute Debütsaison und wurde, inklusive eines dritten Platzes in Hockenheim, Siebter in der Gesamtwertung. Trotz seiner guten Leistungen bekam Guerrieri 2005 kein Cockpit in der Formel-3000-Nachfolgeserie GP2. Er entschied sich für einen Wechsel in die Formel-3-Euroserie. Nachdem er 2005 den 16. Gesamtrang belegte, gewann er 2006 zwei Rennen und wurde Vierter in der Gesamtwertung.
2007 wechselte Guerrieri in die britische Formel-3-Meisterschaft und wurde 13. im Gesamtklassement. Darüber hinaus startete er jeweils bei zwei Rennen der Formel-3-Euroserie und der Formel Renault 3.5. 2008 begann Guerrieri die Saison in der britischen Formel-3-Meisterschaft, wechselte aber nach drei Rennwochenenden in die Formel Renault 3.5, in der er das letzte Rennen der Saison gewann. 2009 startete Guerrieri bei einigen Tourenwagen-Rennen in Argentinien und gewann darüber hinaus zwei Rennen in der Superleague Formula. Außerdem kehrte er am letzten Rennwochenende in die Formel Renault 3.5 zurück.
2010 erhielt Guerrieri bei ISR Racing ein Cockpit in der Formel Renault 3.5. Nachdem er bei den ersten zwei Rennen ausgefallen war und zum dritten Rennen nicht gestartet war, entschied er das vierte Rennen in Spa-Francorchamps, das unter Regen ausgetragen wurde, für sich. Nachdem er am dritten Rennwochenende durch Alexander Rossi vertreten worden war, kehrte er in Brünn in sein Cockpit zurück und entschied beide Rennen für sich. Nachdem sein Team aus technischen Gründen zwei Rennen ausgelassen hatte, kehrte er in Hockenheim zurück und gewann das zweite Rennen. Ein Rennwochenende später in Silverstone war Guerrieri in beiden Rennen der schnellste Pilot. Beim ersten Rennen kam er auf dem ersten Platz ins Ziel, wurde aber nach der technischen Abnahme disqualifiziert, da an einer Verbindungsstelle anstatt eines Nagels ein Klebeband verwendet wurde. Beim zweiten Rennen belegte er lange Zeit den zweiten Platz hinter Daniel Ricciardo. Zwei Runden vor Schluss setzte er ihn mehrfach unter Druck und ihm gelang ein Überholmanöver, sodass er das Rennen gewann. Mit einem Sieg beim Saisonfinale in Barcelona beendete er die Saison hinter Michail Aljoschin und Ricciardo auf dem dritten Platz in der Meisterschaft. Guerrieri war mit sechs Siegen der Pilot, der die meisten Rennen gewonnen hatte, und zudem der Fahrer, der pro Rennen die meisten Punkte geholt hatte. Außerdem nahm er für Charouz-Gravity Racing an einem Rennwochenende der Saison 2010 der Auto GP teil und wurde 18. in der Gesamtwertung. Darüber hinaus nahm er an einem Rennwochenende der Superleague Formula teil und wurde für die PSV Eindhoven startend bei einem Rennen Zweiter.
2011 verließ Guerrieri Europa und wechselte zu Sam Schmidt Motorsports in die nordamerikanische Indy Lights. Mit drei Siegen und drei zweiten Plätzen wurde er hinter seinem Teamkollegen Josef Newgarden Vizemeister. Er unterlag ihm im Titelduell mit 459 zu 553 Punkten. 2012 absolvierte Guerrieri seine zweite Indy-Lights-Saison für Sam Schmidt Motorsports. Guerrieri gewann drei Rennen, beendete jedes Rennen in den Top 10 und führte die Fahrerwertung zwischenzeitlich an. Am Saisonende unterlag er im Titelduell erneut seinem Teamkollegen. Mit 453 zu 461 Punkten wurde er hinter Tristan Vautier Zweiter.
Seit 2012 ist Guerrieri im GT- und Tourenwagensport aktiv.

## Statistik

### Karrierestationen
| - 1993–1999: Kartsport - 2000: Argentinische Formel Renault (Meister) - 2001: Formel Renault 2.0 Eurocup (Platz 10) - 2002: Deutsche Formel Renault (Platz 3) - 2002: Formel Renault 2.0 Eurocup (Platz 27) - 2002: Italienische Formel Renault, Winterserie (Meister) - 2003: Formel Renault 2.0 Eurocup (Meister) - 2003: Italienische Formel Renault (Platz 2) - 2003: Deutsche Formel Renault (Platz 25) | - 2004: Formel 3000 (Platz 7) - 2004: Formel Renault V6 Eurocup (Platz 26) - 2005: Formel-3-Euroserie (Platz 16) - 2006: Formel-3-Euroserie (Platz 4) - 2007: Britische Formel 3 (Platz 13) - 2007: Formel Renault 3.5 (Platz 39) - 2008: Formel Renault 3.5 (Platz 8) - 2008: Britische Formel 3 (Platz 12) - 2009: Superleague Formula | - 2009: Formel Renault 3.5 (Platz 19) - 2009: TC2000 - 2010: Formel Renault 3.5 (Platz 3) - 2010: Auto GP (Platz 18) - 2010: Superleague Formula - 2010: TC2000 (Platz 26) - 2011: Indy Lights (Platz 2) - 2012: Indy Lights (Platz 2) - ab 2012: GT- und Tourenwagensport |

### Le-Mans-Ergebnisse
| Jahr | Team                      | Fahrzeug               | Teamkollege  | Teamkollege     | Platzierung | Ausfallgrund |
| ---- | ------------------------- | ---------------------- | ------------ | --------------- | ----------- | ------------ |
| 2023 | Floyd Vanwall Racing Team | Vanwall Vandervell 680 | Tom Dillmann | Tristan Vautier | Ausfall     | Motorschaden |

### Einzelergebnisse in der FIA-Langstrecken-Weltmeisterschaft
| Saison | Team           | Rennwagen              | 1   | 2   | 3   | 4   | 5   | 6   | 7   |
| ------ | -------------- | ---------------------- | --- | --- | --- | --- | --- | --- | --- |
| 2023   | Vanwall Racing | Vanwall Vandervell 680 | SEB | POR | SPA | LEM | MON | FUJ | BAH |
| 2023   | Vanwall Racing | Vanwall Vandervell 680 | 30  | DNF | DNF | DNF | 20  | 22  | 33  |